# 桑德克里克鎮區 (內布拉斯加州霍爾特縣)
桑德克里克鎮區（英語：Sand Creek Township）是位於美國內布拉斯加州霍爾特縣的一個行政鎮區。

## 地方資料
桑德克里克鎮區的面積為210.59平方千米，當中陸地面積為210.56平方千米，而水域面積為0.02平方千米。根據2020年美國人口普查的數據，當地共有人口74人，而人口密度為每平方千米0.35人。